# Temporada do Club Atlético de Madrid de 2017–18
O Club Atlético de Madrid, na temporada 2017–18, disputou quatro competições: La Liga, Copa del Rey, Liga dos Campeões da UEFA e Liga Europa da UEFA.

## Uniforme
Fornecedor:
- Nike

Patrocinador Principal:
- Plus500

| 1ª | 2ª | 3ª | Alternativo |

## Jogadores

### Elenco
Atualizado até 27 de fevereiro de 2018
Legenda
- : Capitão
- : Jogador lesionado/contundido

### Transferências
| - : Jogadores que chegaram ou saíram por empréstimo - : Jogadores que chegaram ou saíram após serem emprestados - : Jogadores que chegaram sem custos | - : Jogadores que chegaram ou saíram após compra de direitos/multa rescisória - : Jogadores que chegaram ou saíram após o fim do contrato - : Jogadores que chegaram ou saíram após terem seus contratos rescindidos |

| Entradas           |      |                      |                   |        |
| Jogador            | Pos. | Clube anterior       | Valor             | Ref.   |
| Axel Werner        | G    | Boca Juniors         | Fim do empréstimo | [ 2 ]  |
| Guilherme Siqueira | LE   | Valencia             | Fim do empréstimo |        |
| Javi Manquillo     | LD   | Sunderland           | Fim do empréstimo | [ 3 ]  |
| Emiliano Velázquez | Z    | Sporting de Braga    | Fim do empréstimo | [ 4 ]  |
| Bernard Mensah     | M    | Vitória de Guimarães | Fim do empréstimo | [ 5 ]  |
| Diogo Jota         | M    | Porto                | Fim do empréstimo | [ 6 ]  |
| Matías Kranevitter | V    | Sevilla              | Fim de empréstimo | [ 7 ]  |
| Luciano Vietto     | A    | Sevilla              | Fim de empréstimo | [ 8 ]  |
| Theo Hernández     | LD   | Alavés               | Fim de empréstimo | [ 9 ]  |
| Vitolo             | M    | Sevilla              | € 36 milhões      | [ 10 ] |
| Diego Costa        | A    | Chelsea              | € 55 milhões      | [ 11 ] |

| Saídas              |      |                 |               |        |
| Jogador             | Pos. | Clube posterior | Valor         | Ref.   |
| Tiago               | V    | Aposentado      |               |        |
| Alessio Cerci       | V    | Hellas Verona   |               | [ 12 ] |
| Theo Hernández      | LD   | Real Madrid     | € 30 milhões  | [ 9 ]  |
| Vitolo              | M    | Las Palmas      | Empréstimo    | [ 10 ] |
| André Moreira       | G    | Braga           | Empréstimo    | [ 13 ] |
| Javier Manquillo    | LD   | Newcastle       | € 5 milhões   | [ 14 ] |
| Óliver Torres       | M    | Porto           | € 20 milhões  |        |
| Diogo Jota          | M    | Wolverhampton   | Empréstimo    | [ 15 ] |
| Bernard Mensah      | M    | Kasımpaşa       | Empréstimo    | [ 16 ] |
| Emiliano Velázquez  | Z    | Getafe          | Empréstimo    | [ 17 ] |
| Rafael Santos Borré | A    | River Plate     | € 3 milhões   | [ 18 ] |
| Matías Kranevitter  | V    | Zenit           | € 8 milhões   | [ 19 ] |
| Guilherme Siqueira  | LE   | Sem clube       |               | [ 20 ] |
| Luciano Vietto      | A    | Valencia        | Empréstimo    |        |
| Augusto Fernández   | V    | Beijing Renhe   | € 4,5 milhões | [ 21 ] |
| Yannick Carrasco    | M    | Dalian Yifang   | € 30 milhões  | [ 22 ] |
| Nico Gaitán         | M    | Dalian Yifang   | € 18 milhões  | [ 22 ] |
| Miguel Moyà         | G    | Real Sociedad   |               | [ 23 ] |

## Estatísticas

### Desempenho da equipe
Atualizado até 20 de maio de 2018

#### Desempenho geral
| Técnico       | J  | V  | E  | D | GP | GS | SG  | %    |
| ------------- | -- | -- | -- | - | -- | -- | --- | ---- |
| Diego Simeone | 59 | 34 | 16 | 9 | 95 | 35 | +60 | 66.6 |

#### Como mandante
| Técnico       | J  | V  | E | D | GP | GS | SG  | %    |
| ------------- | -- | -- | - | - | -- | -- | --- | ---- |
| Diego Simeone | 29 | 19 | 7 | 3 | 47 | 12 | +35 | 73.5 |

#### Como visitante
| Técnico       | J  | V  | E | D | GP | GS | SG  | %    |
| ------------- | -- | -- | - | - | -- | -- | --- | ---- |
| Diego Simeone | 30 | 15 | 9 | 6 | 48 | 23 | +25 | 60.0 |

### Público

#### Maiores públicos
| Nº | Público |                    | Placar | Visitante       | Data                    | Competição        |
| -- | ------- | ------------------ | ------ | --------------- | ----------------------- | ----------------- |
| 1  | 66 496  | Atlético de Madrid | 0 – 0  | Real Madrid     | 18 de novembro de 2017  | La Liga           |
| 2  | 64 393  | Atlético de Madrid | 1 – 1  | Barcelona       | 14 de outubro de 2017   | La Liga           |
| 3  | 64 196  | Atlético de Madrid | 1 – 0  | Arsenal         | 3 de maio de 2018       | Liga Europa       |
| 4  | 63 229  | Atlético de Madrid | 2 – 2  | Eibar           | 16 de setembro de 2017  | La Liga           |
| 5  | 63 114  | Atlético de Madrid | 1 – 0  | Málaga          | 16 de setembro de 2017  | La Liga           |
| 6  | 61 421  | Atlético de Madrid | 1 – 1  | Villarreal      | 28 de outubro de 2017   | La Liga           |
| 7  | 60 823  | Atlético de Madrid | 2 – 0  | Sevilla         | 23 de setembro de 2017  | La Liga           |
| 8  | 60 643  | Atlético de Madrid | 1 – 2  | Chelsea         | 27 de setembro de 2017  | Liga dos Campeões |
| 9  | 60 022  | Atlético de Madrid | 2 – 0  | Athletic Bilbao | 18 de fevereiro de 2018 | La Liga           |
| 10 | 58 043  | Atlético de Madrid | 3 – 0  | Levante         | 15 de abril de 2018     | La Liga           |

#### Média de público
| La Liga     | Copa del Rey | Liga dos Campeões | Liga Europa | Média total |
| ----------- | ------------ | ----------------- | ----------- | ----------- |
| 55.569 (19) | 42.133 (3)   | 57.596 (3)        | 50.574 (4)  | 52.078 (29) |

#### Público total
| La Liga        | Copa del Rey | Liga dos Campeões | Liga Europa | Total          |
| -------------- | ------------ | ----------------- | ----------- | -------------- |
| 1.055.818 (19) | 126.399 (3)  | 172.789 (3)       | 202.299 (4) | 1.510.282 (29) |

* Em parênteses, o número de jogos.

### Artilharia
Atualizado até 20 de maio de 2018
| #   | Jogador           | Gols | La Liga | Copa del Rey | Champions League | Liga Europa |
| --- | ----------------- | ---- | ------- | ------------ | ---------------- | ----------- |
| 1º  | Antoine Griezmann | 29   | 19      | 2            | 2                | 6           |
| 2º  | Kevin Gameiro     | 11   | 7       | 1            | 1                | 2           |
| 3º  | Fernando Torres   | 10   | 5       | 3            | 0                | 2           |
| 4º  | Ángel Correa      | 9    | 8       | 0            | 0                | 1           |
| 5º  | Diego Costa       | 7    | 3       | 2            | 0                | 2           |
| 6º  | Koke              | 6    | 4       | 0            | 0                | 2           |
| 6º  | Saúl              | 6    | 2       | 0            | 1                | 3           |
| 8º  | Thomas Partey     | 5    | 3       | 1            | 1                | 0           |
| 9º  | Yannick Carrasco  | 4    | 3       | 1            | 0                | 0           |
| 10º | Vitolo            | 3    | 1       | 1            | 0                | 1           |
| 11º | José Giménez      | 2    | 1       | 1            | 0                | 0           |
| 12º | Gabi              | 1    | 0       | 0            | 0                | 1           |
| 12º | Diego Godín       | 1    | 0       | 1            | 0                | 0           |
| 12º | Filipe Luís       | 1    | 1       | 0            | 0                | 0           |

### Assistências
Atualizado até 20 de maio de 2018
| #   | Jogador           | Assis. | La Liga | Copa del Rey | Champions League | Liga Europa |
| --- | ----------------- | ------ | ------- | ------------ | ---------------- | ----------- |
| 1º  | Antoine Griezmann | 13     | 9       | 0            | 2                | 2           |
| 2º  | Ángel Correa      | 9      | 4       | 1            | 1                | 3           |
| 3º  | Koke              | 7      | 4       | 0            | 0                | 3           |
| 4º  | Yannick Carrasco  | 6      | 4       | 2            | 0                | 0           |
| 5º  | Šime Vrsaljko     | 5      | 4       | 1            | 0                | 0           |
| 5º  | Diego Costa       | 5      | 3       | 1            | 0                | 1           |
| 7º  | Kevin Gameiro     | 4      | 2       | 2            | 0                | 0           |
| 7º  | Juanfran          | 4      | 1       | 1            | 0                | 2           |
| 7º  | Saúl Ñíguez       | 4      | 4       | 0            | 0                | 0           |
| 10º | Filipe Luís       | 3      | 2       | 0            | 0                | 1           |
| 11º | Gabi              | 2      | 1       | 0            | 0                | 1           |
| 11º | José Giménez      | 2      | 1       | 1            | 0                | 0           |
| 11º | Fernando Torres   | 2      | 0       | 1            | 1                | 0           |
| 11º | Lucas Hernández   | 2      | 1       | 0            | 0                | 1           |
| 11º | Vitolo            | 2      | 1       | 0            | 0                | 1           |
| 16º | Thomas Partey     | 1      | 0       | 0            | 0                | 1           |

## Pré-temporada

### Copa Audi
Semifinal
| 1 de agosto de 2017 | Atlético de Madrid      | 2 – 1     | Napoli       | Allianz Arena, Munique                      |
| 17:45 (UTC+2)       | Torres 72' · Vietto 81' | Relatório | 56' Callejón | Público: 57 500 Árbitro: ALE Benjamin Brand |

Final
| 2 de agosto de 2017 | Liverpool         | 1 – 1     | Atlético de Madrid | Allianz Arena, Munique                   |
| 20:30 (UTC+2)       | Firmino 82' (pen) | Relatório | 33' Keidi          | Público: 66 000 Árbitro: ALE Felix Brych |

|                                     |       | Penalidades                              |  |
| Firmino Henderson Origi Kent Grujić | 4 – 5 | Griezmann Torres Gabi Gaitán Filipe Luís |  |

## Amistosos
| 25 de julho de 2017 | Toluca | 0 – 0     | Atlético de Madrid | Nemesio Díez, Toluca           |
| 20:00 (UTC-5)       |        | Relatório |                    | Árbitro: MEX Fernando Guerrero |

| 6 de agosto de 2017 | Brighton & Hove Albion | 2 – 3     | Atlético de Madrid                  | Falmer Stadium, Brighton                  |
| 16:00 (UTC+1)       | Groß 61' · Sidwell 77' | Relatório | 42' Gaitán · 67' Torres · 88' Lucas | Público: 27 343 Árbitro: ING Kevin Friend |

| 11 de agosto de 2017 | Getafe | 0 – 0     | Atlético de Madrid | Coliseum Alfonso Pérez, Getafe |
| 20:30 (UTC+2)        |        | Relatório |                    | Árbitro: ESP Santiago Jaime    |

| 12 de agosto de 2017 | Leganés | 0 – 1     | Atlético de Madrid | Butarque, Leganés             |
| 10:30 (UTC+2)        |         | Relatório | 66' Moreno         | Árbitro: ESP Carlos del Cerro |

| 30 de dezembro de 2017 | Al-Ahly                     | 2 – 3     | Atlético de Madrid    | Borg El Arab Stadium, Alexandria |
| 20:00 (UTC+2)          | Zakaria 40' · El Sheikh 53' | Relatório | 64', 73', 82' Gameiro |                                  |

| 22 de maio de 2018 | Nigéria                 | 2 – 3     | Atlético de Madrid                   | Akwa Ibom Stadium, Uyo      |
| 18:00 (UTC+1)      | Nwakali 31' · Usman 79' | Relatório | 34' Correa · 63' Torres · 85' Garcés | Árbitro: NGA Salisu Basheer |

## Competições

### La Liga

#### Classificação na Liga
| Pos | Equipes            | Pts | J  | V  | E  | D  | GM | GS | SG  | Classificação ou rebaixamento                          |
| --- | ------------------ | --- | -- | -- | -- | -- | -- | -- | --- | ------------------------------------------------------ |
| 1   | Barcelona          | 93  | 38 | 28 | 9  | 1  | 99 | 29 | +90 | Fase de grupos da Liga dos Campeões da UEFA de 2018–19 |
| 2   | Atlético de Madrid | 79  | 38 | 23 | 10 | 5  | 58 | 22 | +36 | Fase de grupos da Liga dos Campeões da UEFA de 2018–19 |
| 3   | Real Madrid        | 76  | 38 | 22 | 10 | 6  | 94 | 44 | +50 | Fase de grupos da Liga dos Campeões da UEFA de 2018–19 |
| 4   | Valencia           | 73  | 38 | 22 | 7  | 9  | 65 | 38 | +27 | Fase de grupos da Liga dos Campeões da UEFA de 2018–19 |
| 5   | Villarreal         | 61  | 38 | 18 | 7  | 13 | 57 | 50 | +7  | Liga Europa da UEFA de 2018–19                         |

#### Resumo dos resultados
| Total |    |    |    |   |    |    |     |
| Pts   | J  | V  | E  | D | GM | GS | SG  |
| 79    | 38 | 23 | 10 | 5 | 58 | 21 | +37 |

| Casa |    |    |   |   |    |    |     |
| Pts  | J  | V  | E | D | GM | GS | SG  |
| 42   | 19 | 12 | 6 | 1 | 30 | 8  | +22 |

| Fora |    |    |   |   |    |    |     |
| Pts  | J  | V  | E | D | GM | GS | SG  |
| 37   | 19 | 11 | 4 | 4 | 28 | 14 | +14 |

#### Partidas
1ª rodada
| 18 de agosto de 2017 | Girona         | 2 – 2     | Atlético de Madrid       | Montilivi, Girona                                  |
| 20:15 (UTC+2)        | Stuani 22' 25' | Relatório | 78' Correa · 85' Giménez | Público: 11 511 Árbitro: ESP Juan Martínez Munuera |

2ª rodada
| 26 de agosto de 2017 | Las Palmas  | 1 – 5     | Atlético de Madrid                                   | Gran Canaria, Las Palmas                                 |
| 22:15 (UTC+2)        | Calleri 58' | Relatório | 3' Correa · 5' Carrasco · 62', 75' Koke · 88' Thomas | Público: 20 384 Árbitro: ESP Ignacio Iglesias Villanueva |

3ª rodada
| 9 de setembro de 2017 | Valencia | 0 – 0     | Atlético de Madrid | Mestalla, Valência                                       |
| 16:15 (UTC+2)         |          | Relatório |                    | Público: 43 859 Árbitro: ESP José Luis González González |

4ª rodada
| 16 de setembro de 2017 | Atlético de Madrid | 1 – 0     | Málaga | Wanda Metropolitano, Madrid                              |
| 20:45 (UTC+2)          | Griezmann 61'      | Relatório |        | Público: 63 114 Árbitro: ESP José María Sánchez Martínez |

5ª rodada
| 20 de setembro de 2017 | Athletic Bilbao | 1 – 2     | Atlético de Madrid        | San Mamés, Bilbau                                     |
| 20:00 (UTC+2)          | García 90+2'    | Relatório | 55' Correa · 73' Carrasco | Público: 43 381 Árbitro: ESP Javier Estrada Fernández |

6ª rodada
| 23 de setembro de 2017 | Atlético de Madrid           | 2 – 0     | Sevilla | Wanda Metropolitano, Madrid                        |
| 13:00 (UTC+2)          | Carrasco 46' · Griezmann 69' | Relatório |         | Público: 60 823 Árbitro: ESP Juan Martínez Munuera |

7ª rodada
| 30 de setembro de 2017 | Leganés | 0 – 0     | Atlético de Madrid | Butarque, Leganés                              |
| 20:45 (UTC+2)          |         | Relatório |                    | Público: 11 454 Árbitro: ESP Jesús Gil Manzano |

8ª rodada
| 14 de outubro de 2017 | Atlético de Madrid | 1 – 1     | Barcelona  | Wanda Metropolitano, Madrid                      |
| 20:45 (UTC+2)         | Saúl 21'           | Relatório | 82' Suárez | Público: 64 393 Árbitro: ESP Antonio Mateu Lahoz |

9ª rodada
| 22 de outubro de 2017 | Celta de Vigo | 0 – 1     | Atlético de Madrid | Balaídos, Vigo                                     |
| 16:15 (UTC+2)         |               | Relatório | 28' Gameiro        | Público: 12 978 Árbitro: ESP Juan Martínez Munuera |

10ª rodada
| 28 de outubro de 2017 | Atlético de Madrid | 1 – 1     | Villarreal | Wanda Metropolitano, Madrid                           |
| 18:30 (UTC+2)         | Correa 61'         | Relatório | 81' Bacca  | Público: 61 421 Árbitro: ESP Alberto Undiano Mallenco |

11ª rodada
| 4 de novembro de 2017 | Deportivo La Coruña | 0 – 1     | Atlético de Madrid | Riazor, Corunha                                        |
| 16:15 (UTC+1)         |                     | Relatório | 90+1' Thomas       | Público: 22 733 Árbitro: ESP Alfonso Álvarez Izquierdo |

12ª rodada
| 18 de novembro de 2017 | Atlético de Madrid | 0 – 0     | Real Madrid | Wanda Metropolitano, Madrid                           |
| 20:45 (UTC+1)          |                    | Relatório |             | Público: 66 496 Árbitro: ESP David Fernández Borbalán |

13ª rodada
| 25 de novembro de 2017 | Levante | 0 – 5     | Atlético de Madrid                               | Ciutat de València, Valência              |
| 20:45 (UTC+1)          |         | Relatório | 5' Rober · 29', 59' Gameiro · 65', 68' Griezmann | Árbitro: ESP Daniel Jesús Trujillo Suárez |

14ª rodada
| 2 de dezembro de 2017 | Atlético de Madrid              | 2 – 1     | Real Sociedad           | Wanda Metropolitano, Madrid                       |
| 16:15 (UTC+1)         | Filipe Luís 62' · Griezmann 87' | Relatório | 28' (pen.) Willian José | Público: 57 394 Árbitro: ESP Santiago Jaime Latre |

15ª rodada
| 10 de dezembro de 2017 | Betis | 0 – 1     | Atlético de Madrid | Benito Villamarín, Sevilha                                      |
| 16:15 (UTC+1)          |       | Relatório | 30' Saúl           | Público: 45 517 Árbitro: ESP Alejandro José Hernández Hernández |

16ª rodada
| 16 de dezembro de 2017 | Atlético de Madrid | 1 – 0     | Alavés | Wanda Metropolitano, Madrid                    |
| 20:45 (UTC+1)          | Torres 74'         | Relatório |        | Público: 49 937 Árbitro: ESP Jesús Gil Manzano |

17ª rodada
| 22 de dezembro de 2017 | Espanyol          | 1 – 0     | Atlético de Madrid | Cornellà-El Prat, Barcelona                     |
| 21:30 (UTC+1)          | Sergio García 88' | Relatório |                    | Público: 19 327 Árbitro: ESP Mario Melero López |

18ª rodada
| 6 de janeiro de 2018 | Atlético de Madrid           | 2 – 0     | Getafe | Wanda Metropolitano, Madrid                            |
| 13:00 (UTC+1)        | Correa 18' · Diego Costa 68' | Relatório |        | Público: 47 023 Árbitro: ESP José Luis Munuera Montero |

19ª rodada
| 13 de janeiro de 2018 | Eibar | 0 – 1     | Atlético de Madrid | Ipurúa, Eibar                                   |
| 18:30 (UTC+1)         |       | Relatório | 27' Gameiro        | Público: 6 186 Árbitro: ESP Antonio Mateu Lahoz |

20ª rodada
| 20 de janeiro de 2018 | Atlético de Madrid | 1 – 1     | Girona    | Wanda Metropolitano, Madrid                               |
| 16:15 (UTC+1)         | Griezmann 34'      | Relatório | 73' Portu | Público: 55 076 Árbitro: ESP Ricardo de Burgos Bengoetxea |

21ª rodada
| 28 de janeiro de 2018 | Atlético de Madrid                      | 3 – 0     | Las Palmas | Wanda Metropolitano, Madrid                                   |
| 16:15 (UTC+1)         | Griezmann 61' · Torres 73' · Thomas 88' | Relatório |            | Público: 55 363 Árbitro: ESP Alfonso Javier Álvarez Izquierdo |

22ª rodada
| 4 de fevereiro de 2018 | Atlético de Madrid | 1 – 0     | Valencia | Wanda Metropolitano, Madrid                              |
| 20:45 (UTC+1)          | Correa 59'         | Relatório |          | Público: 49 596 Árbitro: ESP Ignacio Iglesias Villanueva |

23ª rodada
| 10 de fevereiro de 2018 | Málaga | 0 – 1     | Atlético de Madrid | La Rosaleda, Málaga                                      |
| 16:15 (UTC+1)           |        | Relatório | 1' Griezmann       | Público: 25 482 Árbitro: ESP José María Sánchez Martínez |

24ª rodada
| 18 de fevereiro de 2018 | Atlético de Madrid            | 2 – 0     | Athletic Bilbao | Wanda Metropolitano, Madrid                              |
| 16:15 (UTC+1)           | Gameiro 67' · Diego Costa 80' | Relatório |                 | Público: 60 022 Árbitro: ESP José Luis González González |

25ª rodada
| 25 de fevereiro de 2018 | Sevilla                  | 2 – 5     | Atlético de Madrid                               | Ramón Sánchez Pizjuán, Sevilha                     |
| 20:45 (UTC+1)           | Sarabia 85' · Nolito 89' | Relatório | 29' Diego Costa · 42', 51' (pen.), 81' Griezmann | Público: 37 884 Árbitro: ESP Juan Martínez Munuera |

26ª rodada
| 28 de fevereiro de 2018 | Atlético de Madrid           | 4 – 0     | Leganés | Wanda Metropolitano, Madrid                           |
| 21:30 (UTC+1)           | Griezmann 26', 35', 56', 67' | Relatório |         | Público: 35 033 Árbitro: ESP Javier Estrada Fernández |

27ª rodada
| 4 de março de 2018 | Barcelona | 1 – 0     | Atlético de Madrid | Camp Nou, Barcelona                            |
| 16:15 (UTC+1)      | Messi 26' | Relatório |                    | Público: 90 356 Árbitro: ESP Jesús Gil Manzano |

28ª rodada
| 11 de março de 2018 | Atlético de Madrid                      | 3 – 0     | Celta de Vigo | Wanda Metropolitano, Madrid                        |
| 16:15 (UTC+1)       | Griezmann 44' · Vitolo 56' · Correa 63' | Relatório |               | Público: 55 076 Árbitro: ESP Javier Alberola Rojas |

29ª rodada
| 18 de março de 2018 | Villarreal      | 2 – 1     | Atlético de Madrid   | La Cerámica, Vila-real                                |
| 18:30 (UTC+1)       | Ünal 82', 90+1' | Relatório | 19' (pen.) Griezmann | Público: 19 385 Árbitro: ESP David Fernández Borbalán |

30ª rodada
| 1 de abril de 2018 | Atlético de Madrid | 1 – 0     | Deportivo La Coruña | Wanda Metropolitano, Madrid                               |
| 20:45 (UTC+2)      | Gameiro 34'        | Relatório |                     | Público: 49 351 Árbitro: ESP Daniel Jesús Trujillo Suárez |

31ª rodada
| 8 de abril de 2018 | Real Madrid           | 1 – 1     | Atlético de Madrid | Santiago Bernabéu, Madrid                             |
| 16:15 (UTC+2)      | Cristiano Ronaldo 53' | Relatório | 57' Griezmann      | Público: 78 769 Árbitro: ESP Javier Estrada Fernández |

32º Rodada
| 15 de abril de 2018 | Atlético de Madrid                      | 3 – 0     | Levante | Wanda Metropolitano, Madrid                    |
| 16:15 (UTC+2)       | Correa 33' · Griezmann 48' · Torres 77' | Relatório |         | Público: 58 043 Árbitro: ESP Jesús Gil Manzano |

33º Rodada
| 19 de abril de 2018 | Real Sociedad                        | 3 – 0     | Atlético de Madrid | Anoeta, San Sebastián                              |
| 19:30 (UTC+2)       | Willian José 27' · Juanmi 80', 90+2' | Relatório |                    | Público: 21 404 Árbitro: ESP Javier Alberola Rojas |

34º Rodada
| 22 de abril de 2018 | Atlético de Madrid | 0 – 0     | Betis | Wanda Metropolitano, Madrid                        |
| 20:45 (UTC+2)       |                    | Relatório |       | Público: 54 594 Árbitro: ESP Juan Martínez Munuera |

35º Rodada
| 29 de abril de 2018 | Alavés | 0 – 1     | Atlético de Madrid | Mendizorroza, Vitoria-Gasteiz                         |
| 16:15 (UTC+2)       |        | Relatório | 78' (pen.) Gameiro | Público: 18 944 Árbitro: ESP David Fernández Borbalán |

36º Rodada
| 6 de maio de 2018 | Atlético de Madrid | 0 – 2     | Espanyol                  | Wanda Metropolitano, Madrid                            |
| 16:15 (UTC+2)     |                    | Relatório | 53' Savić · 77' Baptistão | Público: 49 834 Árbitro: ESP José Luis Munuera Montero |

37º Rodada
| 12 de maio de 2018 | Getafe | 0 – 1     | Atlético de Madrid | Coliseum Alfonso Pérez, Getafe                     |
| 18:30 (UTC+2)      |        | Relatório | 8' Koke            | Público: 12 187 Árbitro: ESP Javier Alberola Rojas |

38º Rodada
| 20 de maio de 2018 | Atlético de Madrid | 2 – 2     | Eibar               | Wanda Metropolitano, Madrid                            |
| 18:30 (UTC+2)      | Torres 42', 60'    | Relatório | 35' Kike · 70' Peña | Público: 63 229 Árbitro: ESP Alfonso Álvarez Izquierdo |

### Copa del Rey

#### Dezesseis-avos de final
Jogo de ida
| 25 de outubro de 2017 | Elche           | 1 – 1     | Atlético de Madrid | Manuel Martínez Valero, Elche                         |
| 21:30 (UTC+2)         | Lolo 52' (pen.) | Relatório | 17' Thomas         | Público: 15 080 Árbitro: ESP Javier Estrada Fernández |

Jogo de volta
| 29 de novembro de 2017 | Atlético de Madrid            | 3 – 0     | Elche | Wanda Metropolitano, Madrid                      |
| 21:30 (UTC+1)          | Giménez 31' · Torres 33', 68' | Relatório |       | Público: 46 723 Árbitro: ESP David Medié Jiménez |

Atlético de Madrid venceu por 4–1 no placar agregado e avançou para as oitavas de final.

#### Oitavas de final
Jogo de ida
| 3 de janeiro de 2018 | Lleida Esportiu | 0 – 4     | Atlético de Madrid                                         | Camp d'Esports, Lérida                                    |
| 19:00 (UTC+2)        |                 | Relatório | 33' Godín · 37' Torres · 69' Diego Costa · 90+2' Griezmann | Público: 12 532 Árbitro: ESP Ricardo de Burgos Bengoetxea |

Jogo de volta
| 9 de janeiro de 2018 | Atlético de Madrid                      | 3 – 0     | Lleida Esportiu | Wanda Metropolitano, Madrid                        |
| 19:30 (UTC+2)        | Carrasco 57' · Gameiro 74' · Vitolo 81' | Relatório |                 | Público: 28 033 Árbitro: ESP Javier Alberola Rojas |

Atlético de Madrid venceu por 7–0 no placar agregado e avançou para as oitavas de final.

#### Quartas de final
Jogo de ida
| 17 de janeiro de 2018 | Atlético de Madrid | 1 – 2     | Sevilla               | Wanda Metropolitano, Madrid                       |
| 19:00 (UTC+1)         | Diego Costa 73'    | Relatório | 80' Moyà · 88' Correa | Público: 51 643 Árbitro: ESP Santiago Jaime Latre |

Jogo de volta
| 23 de janeiro de 2018 | Sevilla                                       | 3 – 1     | Atlético de Madrid | Ramón Sánchez Pizjuán, Sevilha                     |
| 21:30 (UTC+1)         | Escudero 1' · Banega 48' (pen.) · Sarabia 79' | Relatório | 13' Griezmann      | Público: 39 918 Árbitro: ESP Juan Martínez Munuera |

Sevilla venceu por 5–2 no placar agregado e avançou para a semifinal.

### Liga dos Campeões da UEFA

#### Fase de grupos
| Pos | Equipe             | Pts | J | V | E | D | GP | GC | SG  | Classificado                     |  | ROM | CHL | ATL | QRB |
| --- | ------------------ | --- | - | - | - | - | -- | -- | --- | -------------------------------- |  | --- | --- | --- | --- |
| 1   | Roma               | 11  | 6 | 3 | 2 | 1 | 9  | 6  | +3  | Classificado às oitavas de final |  | —   | 3–0 | 0–0 | 1–0 |
| 2   | Chelsea            | 11  | 6 | 3 | 2 | 1 | 16 | 8  | +8  | Classificado às oitavas de final |  | 3–3 | —   | 1–1 | 6–0 |
| 3   | Atlético de Madrid | 7   | 6 | 1 | 4 | 1 | 5  | 4  | +1  | Transferido para Liga Europa     |  | 2–0 | 1–2 | —   | 1–1 |
| 4   | Qarabağ            | 2   | 6 | 0 | 2 | 4 | 2  | 14 | −12 | Eliminado                        |  | 1–2 | 0–4 | 0–0 | —   |

1. 1 2  Pontos no confronto direto: Roma 4, Chelsea 1.

| 12 de setembro de 2017 | Roma | 0 – 0     | Atlético de Madrid | Olímpico de Roma, Roma                     |
| 20:45 (UTC+2)          |      | Relatório |                    | Público: 36 064 Árbitro: SER Milorad Mažić |

| Roma | Atlético de Madrid |

| 27 de setembro de 2017 | Atlético de Madrid   | 1 – 2     | Chelsea                      | Wanda Metropolitano, Madrid               |
| 20:45 (UTC+2)          | Griezmann 40' (pen.) | Relatório | 60' Morata · 90+4' Batshuayi | Público: 60 643 Árbitro: TUR Cüneyt Çakır |

| Atl. de Madrid | Chelsea |

| 18 de outubro de 2017 | Qarabağ | 0 – 0     | Atlético de Madrid | Olímpico de Baku, Baku                    |
| 18:00 (UTC+2)         |         | Relatório |                    | Público: 47 923 Árbitro: FRA Ruddy Buquet |

| Qarabağ | Atl. de Madrid |

| 31 de outubro de 2017 | Atlético de Madrid | 1 – 1     | Qarabağ    | Wanda Metropolitano, Madrid                |
| 20:45 (UTC+1)         | Thomas 56'         | Relatório | 40' Míchel | Público: 55 893 Árbitro: GER Deniz Aytekin |

| Atl. de Madrid | Qarabağ |

| 22 de novembro de 2017 | Atlético de Madrid          | 2 – 0     | Roma | Wanda Metropolitano, Madrid                |
| 20:45 (UTC+1)          | Griezmann 69' · Gameiro 85' | Relatório |      | Público: 56 253 Árbitro: NED Björn Kuipers |

| Atl. de Madrid | Roma |

| 5 de dezembro de 2017 | Chelsea   | 1 – 1     | Atlético de Madrid | Stamford Bridge, Londres                    |
| 20:45 (UTC+1)         | Savić 75' | Relatório | 56' Saúl           | Público: 40 875 Árbitro: NED Danny Makkelie |

| Chelsea | Atl. de Madrid |

### Liga Europa da UEFA

#### Dezesseis avos de final
Jogo de ida
| 15 de fevereiro de 2018 | København   | 1 – 4     | Atlético de Madrid                                  | Parken, Copenhague                            |
| 21:05 (UTC+1)           | Fischer 15' | Relatório | 21' Saúl · 37' Gameiro · 71' Griezmann · 77' Vitolo | Público: 34 912 Árbitro: BIE Aleksei Kulbakov |

| Copenhague | Atl. de Madrid |

Jogo de volta
| 22 de fevereiro de 2018 | Atlético de Madrid | 1 – 0     | København | Wanda Metropolitano, Madrid                    |
| 19:00 (UTC+1)           | Gameiro 7'         | Relatório |           | Público: 44 035 Árbitro: LIT Gediminas Mažeika |

| Atl. de Madrid | Copenhague |

Atlético de Madrid venceu por 5–1 no agregado e avançou para as oitavas de final.

#### Oitavas de final
Jogo de ida
| 8 de março de 2018 | Atlético de Madrid                    | 3 – 0     | Lokomotiv Moscou | Wanda Metropolitano, Madrid               |
| 19:00 (UTC+1)      | Saúl 22' · Diego Costa 47' · Koke 90' | Relatório |                  | Público: 40 767 Árbitro: DEN Jacob Kehlet |

| Atl. de Madrid | Lokomotiv M. |

Jogo de volta
| 15 de março de 2018 | Lokomotiv Moscou | 1 – 5     | Atlético de Madrid                                             | RZD Arena, Moscou                       |
| 19:00 (UTC+3)       | Rybus 20'        | Relatório | 16' Correa · 47' Saúl · 65' (pen.), 70' Torres · 85' Griezmann | Público: 22 041 Árbitro: POR Artur Dias |

| Lokomotiv M. | Atl. de Madrid |

Atlético de Madrid venceu por 8–1 no agregado e avançou para as quartas de final.

#### Quartas de final
Jogo de ida
| 5 de abril de 2018 | Atlético de Madrid      | 2 – 0     | Sporting | Wanda Metropolitano, Madrid                 |
| 21:05 (UTC+2)      | Koke 1' · Griezmann 40' | Relatório |          | Público: 53 301 Árbitro: RUS Sergei Karasev |

| Atl. de Madrid | Sporting |

Jogo de volta
| 12 de abril de 2018 | Sporting    | 1 – 0     | Atlético de Madrid | José Alvalade, Lisboa                      |
| 21:05 (UTC+2)       | Montero 28' | Relatório |                    | Público: 28 437 Árbitro: SER Milorad Mažić |

| Sporting | Atl. de Madrid |

Atlético de Madrid venceu por 2–1 no agregado e avançou para a semifinal.

#### Semifinal
Jogo de ida
| 26 de abril de 2018 | Arsenal       | 1 – 1     | Atlético de Madrid | Emirates Stadium, Londres                   |
| 20:05 (UTC+1)       | Lacazette 61' | Relatório | 82' Griezmann      | Público: 59 066 Árbitro: FRA Clément Turpin |

| Arsenal | Atl. de Madrid |

Jogo de volta
| 3 de maio de 2018 | Atlético de Madrid | 1 – 0     | Arsenal | Wanda Metropolitano, Madrid                  |
| 20:05 (UTC+1)     | Diego Costa 45+2'  | Relatório |         | Público: 64 196 Árbitro: ITA Gianluca Rocchi |

| Atl. de Madrid | Arsenal |

Atlético de Madrid venceu por 2–1 no placar agregado e avançou para a final.

#### Final
| 16 de maio de 2018 | Olympique de Marseille | 0 – 3     | Atlético de Madrid            | Parc Olympique Lyonnais, Lyon |
| 20:45 (UTC+2)      |                        | Relatório | 21', 49' Griezmann · 89' Gabi | Árbitro: NED Björn Kuipers    |

| O. Marseille | Atl. de Madrid |